# Luís de Albuquerque

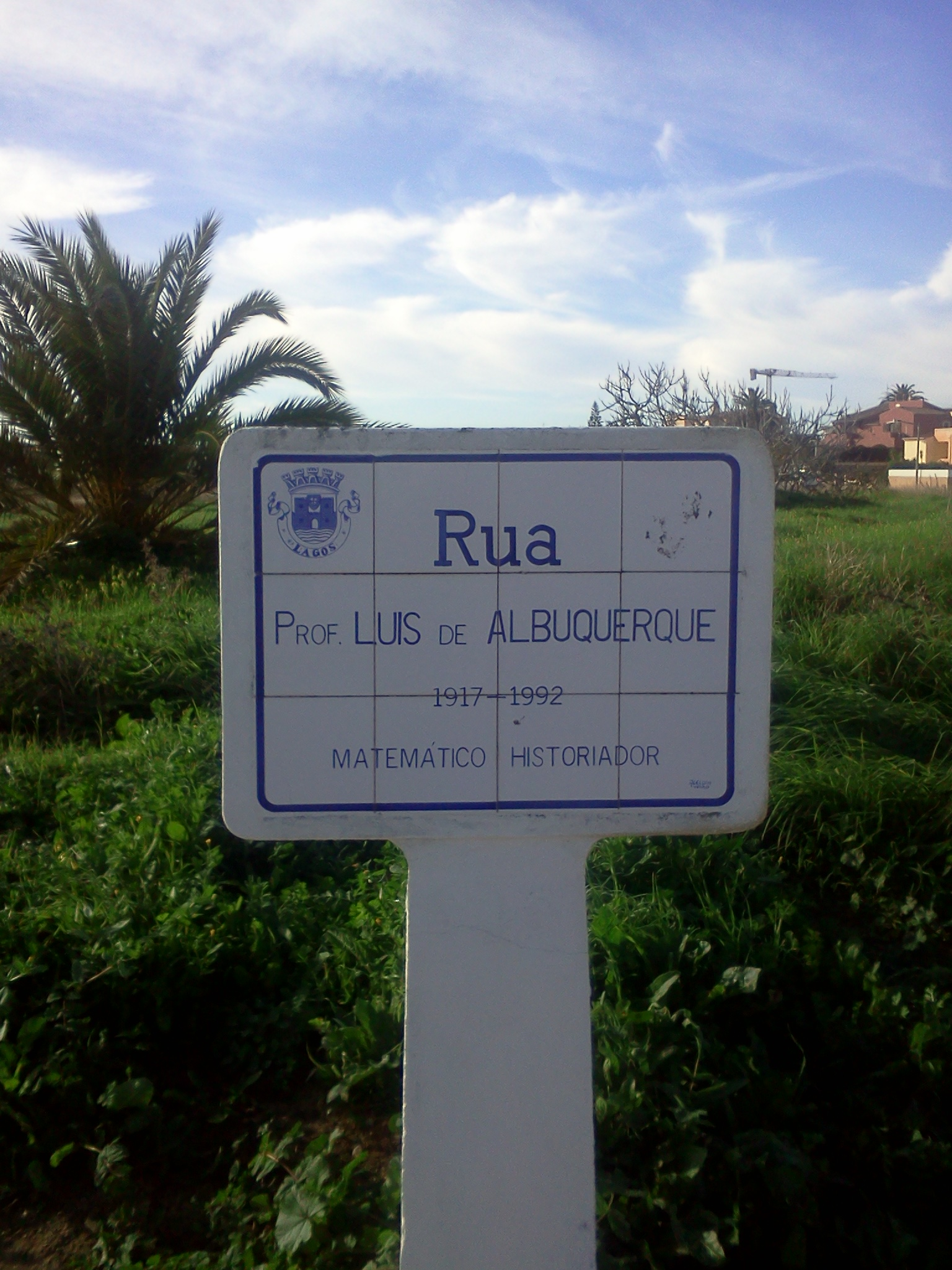
Placa del Professor Luís de Albuquerque

Luís Guilherme Mendonça de Albuquerque (Lisboa, 6 de marzo de 1917 – Lisboa, 22 de enero de 1992), fue un profesor universitario de Matemáticas y de Ingeniería Geográfica. Estudió asimismo los descubrimientos de los siglos XV y XVI, y fue una figura fundamental en dicho campo.

## Trayectoria
Albuquerque se licenció en Matemáticas (1939) e Ingeniería Geográfica (1940) por la Universidad de Lisboa. Posteriormente se doctoraría en Matemáticas en 1959 por la Universidad de Coímbra, con una disertación sobre la Teoría de la aproximación funcional.
Por otra parte, ejerció como director de la Biblioteca General de la Universidad de Coímbra, entre 1978 y su jubilación en 1987.
Albuquerque también investigó abundantemente sobre los descubrimientos portugueses, habiendo publicado un gran número de artículos como historiador en este campo. Y es conocido especialmente por dicha indagación. Así sucede con la clásica Introdução à História dos Descobrimentos Portugueses, inicialmente editado en 1959, que es un libro se síntesis histórica, cultural y científica sobre los siglos XV-XVI.
Tras la Revolución portuguesa del 25 de abril, fue nombrado Gobernador civil de Coímbra, cargo que ocupó entre 1974 y 1976.
En 1983, Albuquerque colaboró en la organización de la XVII Exposição Europeia de Arte Ciência e Cultura.

## Academias de las que fue miembro
- Academia das Ciências de Lisboa
- Academia Internacional da Cultura Portuguesa
- Acadeima Portuguesa da História
- Académie Internationale d'Histoire des Sciences /Internationalis Scientiarum Historiae Comitatus
- American Historical Association

## Obras
Luís de Albuquerque dejó una vastísima obra. Una bibliografía sumaria puede consultarse en la página del Instituto Camões. Desde 1974 hasta 1978, la Universidad de Coímbra publicó, con el título Estudos de História, en seis volúmenes, los textos de Historia de Albuquerque.

### Algunas obras destacadas
- Introdução à História dos Descobrimentos Portugueses, Europa-América, 2001, 5ª ed.
- Ciência e Experiência nos Descobrimentos Portugueses
- Para a História da Ciência em Portugal
- As Navegações e a sua Projecção na Ciência e na Cultura, 1987, estudios varios
- A Náutica e a Ciência em Portugal. Notas sobre as Navegações, 1989, estudios varios
- Col. en Dicionário de História de Portugal
- Col. en History of Cartography

### Obras en Internet
- Ciência e experiência nos descobrimentos portugueses (en portugués). Lisboa, Instituto de Cultura e Língua Portuguesa, 1983.